# Podu Pitarului, Călărași
Podu Pitarului este un sat în comuna Plătărești din județul Călărași, Muntenia, România.